# Малое Тёсово
Малое Тёсово — деревня в Можайском районе Московской области в составе сельского поселения Спутник. Численность постоянного населения по Всероссийской переписи 2010 года — 1 человек. До 2006 года Малое Тёсово входило в состав Кожуховского сельского округа.
Деревня расположена в центральной части района, примерно в 7 км к северо-востоку от Можайска, у истоков безымянного левого притока малой речки Свородня (бассейн Ведомки, правого притока Москва-реки), высота центра над уровнем моря 173 м. Ближайшие населённые пункты — Новый Путь в 1 км на восток и Лысково в 1 км на юг. Через деревню проходит региональная автодорога 46Н-05497 Можайское шоссе — Шаликово.